# 澳門巴士59路線
澳門巴士59路線是由澳巴經營，往返關閘和聯生圓形地的巴士路線。

## 簡介及歷史
- 2014年10月15日，本線開設，由新時代營運，服務時間為16:00-20:00，班距10分鐘。[參⁠ 1]

- 2014年11月26日，總站由「聯生圓形地」調整至「聯生工業邨」。[參⁠ 2]

- 2014年12月6日，新增停靠「蓮花路／蓮花圓形地」、「輕軌車廠」站。[參⁠ 3]

- 2015年7月24日，新增停靠「石排灣馬路」及「路環石礦場」站。[參⁠ 4]

- 2017年2月25日，為減低關閘地下巴士總站的負荷，本線改為停靠位於關閘廣場東側近關閘特警總部的“關閘廣場”站。[參⁠ 5]

- 2017年4月29日，調整為雙向線，並調整班距為8-20分鐘。[參⁠ 6]

- 2017年5月20日，調整本線例假日班距，由8-20分鐘更改為20-22分鐘。[參⁠ 7]

- 2017年6月17日，取消停靠“石排灣馬路”站，改停靠“和諧廣場／業興大廈”、“樂居大馬路／居雅大廈”站。[參⁠ 8]

- 2018年7月21日，新增停靠「路環發電廠」和「路環電廠圓形地」站。[參⁠ 9]

- 2018年8月1日，本線改由澳巴經營。

- 2018年8月27日，本線新增上午服務時段；新增停靠“樂居大馬路／樂群樓”、“和諧廣場／樂群樓”站。

- 2018年10月27日，新增停靠「北安大馬路／和睦街」和「北安大馬路／新城區」站。

- 2019年3月28日至4月24日，暫不停靠“路環電廠圓形地”站。

- 2020年2月1日，因應新型肺炎疫情持續，本線暫停營運。[參⁠ 10]

- 2020年11月3日，本線恢復營運。服務時間改為平日服務，例假日及公眾假期停駛。班距維持不變。

- 2021年1月1日起，本線改為每天提供服務，上午服務時間延長至10:00。[參⁠ 11]

- 2021年7月17日起，為配合葡京人局部開放，本線取消停靠“路環電廠圓形地”臨時站，新增停靠位於溜冰路近澳門東亞運動會體育館、葡京人臨時站，調整“路環發電廠”臨時站往蓮花圓形地方向遷移約40米。[參⁠ 12]

- 2021年11月27日起，本線調整行程由臨時措施改為永久措施，原兩側的臨時站分別命名為“溜冰路／東亞運體育館”和“溜冰路／葡京人”站。[參⁠ 13]

- 2022年2月26日起，新增停靠“金峰南岸／金譽峰”站。[參⁠ 14]

- 2022年7月11日至17日，本線改以特別巴士專線方式營運，僅供特許人士乘搭。[參⁠ 15] [參⁠ 16]

- 2022年7月18日至22日，因宣佈延長“相對靜止管理”措施，本線維持上述措施。[參⁠ 17]

- 2022年7月23日至8月7日，本線開辦特班車路線，往返北安及離島醫療綜合體地盤。[參⁠ 18]

- 2022年10月6日起，新增停靠“蓮花路／體育館馬路”臨時站。[參⁠ 19] [參⁠ 20]

- 2022年10月上旬起，於每日下午尖峰時段增設一班由「澳門鏡湖護理學院」站開往「關閘總站」的特別班次。

- 2022年12月3日，“蓮花路／體育館馬路”臨時站調整為永久站點。[參⁠ 21] [參⁠ 22] [參⁠ 23]

- 2023年1月18日起，總站調整至“聯生圓形地總站”，取消停靠“聯生工業邨”站。[參⁠ 24] [參⁠ 25]

- 2023年1月21日至27日，於春節假期臨時調整班距為15-20分鐘。[參⁠ 26]

- 2024年4月30日起，以試行形式新增停靠「射擊路／上葡京」站，取消停靠「機場大馬路／航空圓形地」站。[參⁠ 27]

- 2024年9月7日起，新增停靠「北安出入境事務大樓」站。

## 使用車輛
2022年5月前：
- 宇通ZK6118HGE
- 宇通ZK6128HGE
- 宇通ZK6105HG

2022年5月起：
- 宇通ZK6128HGE
- 宇通ZK6105HG
- 中通LCK6113SHEVG

2022年5月28日起：
- 宇通ZK6128HGE
- 宇通ZK6105HG

2022年6月2日起：
- 宇通ZK6128HGE
- 宇通ZK6115HG1
- 中通LCK6113SHEVG

2022年6月20日：
- 宇通ZK6128HGE
- 宇通ZK6125HNG
- 中通LCK6113SHEVG

2022年6月21日起：
- 宇通ZK6128HGE

2022年6月28日：
- 宇通ZK6128HGE
- 宇通ZK6125HNG

2022年6月29日起：
- 宇通ZK6128HGE
- 宇通ZK6105HG

2022年7月21日起：
- 宇通ZK6128HGE

2022年8月起：
- 宇通ZK6128HGE
- 宇通ZK6105HG
- 中通LCK6113SHEVG
- 蘇州金龍KLQ6116GHEV（上午時段）

2022年8月起：
- 宇通ZK6128HGE
- 宇通ZK6105HG
- 宇通ZK6118HGE
- 蘇州金龍KLQ6116GHEV（上午時段）

2022年9月10日起：
- 宇通ZK6128HGE
- 宇通ZK6105HG
- 宇通ZK6118HGE
- 中通LCK6113SHEVG
- 蘇州金龍KLQ6116GHEV

2022年9月21日起：
- 宇通ZK6128HGE
- 宇通ZK6105HG
- 宇通ZK6118HGE
- 中通LCK6113SHEVG

2022年10月5日起：
- 宇通ZK6128HGE
- 宇通ZK6105HG
- 中通LCK6113SHEVG

2022年10月11日起：
- 宇通ZK6128HGE
- 宇通ZK6105HG
- 宇通ZK6118HGE
- 中通LCK6113SHEVG

2023年1月起：
- 宇通ZK6128HGE
- 宇通ZK6105HG
- 宇通ZK6118HGE

2023年2月起：
- 宇通ZK6128HGE
- 宇通ZK6118HGE
- 中通LCK6113SHEVG

2023年2月16日起：
- 宇通ZK6128HGE
- 中通LCK6113SHEVG
- 蘇州金龍KLQ6116GHEV

2023年3月9日起：
- 中通LCK6113SHEVG

## 電牌
| 往路環方向                    | 往路環方向        | 往路環方向 |
| 日期                          | 頭牌              | 圖例       |
| ----------------------------- | ----------------- | ---------- |
| 2014年11月26日前              | 聯生圓形地        |            |
| 2023年1月18日起               | 聯生圓形地        |            |
| 2014年11月26日至2023年1月17日 | 聯生工業邨        |            |
| 往關閘方向                    |                   |            |
| 日期                          | 頭牌              | 圖例       |
| 2024年2月9日前                | 關閘              |            |
| 2024年2月9日起                | 關閘 通往拱北口岸 |            |

## 路線資料

### 收費
| 收費類別     | 收費類別                      | 收費類別             | 費用 |
| ------------ | ----------------------------- | -------------------- | ---- |
| 現金         | 現金                          | 現金                 | $6.0 |
| 境外支付工具 | 支付寶（內地及香港）          | 支付寶（內地及香港） | $6.0 |
| 境外支付工具 | 雲閃付 非綁定澳門銀聯卡       |                      | $6.0 |
| 境外支付工具 | 微信支付（內地及香港）        |                      | $6.0 |
| 境外支付工具 | 交通聯合 非澳門發行的全國通卡 |                      | $6.0 |
| 境內支付工具 | 澳門通                        | 全民卡               | $3.0 |
| 境內支付工具 | 澳門通                        | 學生卡               | $1.5 |
| 境內支付工具 | 澳門通                        | 長者卡               | 免費 |
| 境內支付工具 | 澳門通                        | 殘疾卡               | 免費 |
| 境內支付工具 | 聚易用＋                      | 聚易用＋             | $3.0 |

### 服務時間及班距
| 服務時間                      | 星期一至五                          | 例假日 （含公眾假期）   |
| ----------------------------- | ----------------------------------- | ----------------------- |
| 關閘廣場                      | 06:10-10:00 15:00-18:30 18:30-19:30 | 06:10-10:00 15:00-19:30 |
| 聯生圓形地總站                | 06:50-10:40 15:40-19:00 19:00-20:10 | 06:50-10:40 15:40-20:10 |
| 班距                          | 6-8分鐘 6-10分鐘 6-12分鐘           | 8-14分鐘 15-20分鐘      |
| 懸掛8號風球後15分鐘開出尾班車 |                                     |                         |

### 路線停站
| 59   | 關閘 ↔ 聯生圓形地 | 關閘 ↔ 聯生圓形地             | 關閘 ↔ 聯生圓形地       | 關閘 ↔ 聯生圓形地             | 關閘 ↔ 聯生圓形地     | 關閘 ↔ 聯生圓形地 |
| 序號 | 往程              | 往程                          | 往程                    | 返程                          | 返程                  | 返程              |
| 序號 | 站號              | 站名                          | 出入境口岸              | 站號                          | 站名                  | 出入境口岸        |
| 1    | M9                | 關閘廣場 （下午時段）         | 關閘邊檢大樓            | C654/1                        | 聯生圓形地總站        |                   |
| 1    | M248              | 關閘東側上落客區 （上午時段） | 關閘邊檢大樓            | C654/1                        | 聯生圓形地總站        |                   |
| 2    | T316              | 北安大馬路／新城區            |                         | C653/2                        | 金峰南岸／金譽峰      |                   |
| 3    | T354              | 北安出入境事務大樓            | 氹仔碼頭站 氹仔客運碼頭 | C692                          | 樂居大馬路／樂群樓    |                   |
| 4    | T418              | 機場大馬路／輕軌車廠          |                         | C689/2                        | 和諧廣場／樂群樓      |                   |
| 5    | T433              | 射擊路／上葡京                |                         | T386                          | 蓮花路／蓮花圓形地-2  |                   |
| 6    | T435              | 溜冰路／葡京人                |                         | T384                          | 蓮花路／體育館馬路    |                   |
| 6    | T348              | 路環發電廠                    |                         | T436                          | 溜冰路／東亞運體育館  |                   |
| 7    | T385              | 蓮花路／蓮花圓形地-1          |                         | T434                          | 機場大馬路／上葡京    |                   |
| 8    | C688/1            | 和諧廣場／業興大廈            |                         | T419                          | 機場大馬路／永利皇宮  |                   |
| 9    | C691              | 樂居大馬路／居雅大廈          |                         | T317                          | 北安大馬路／和睦街    |                   |
| 10   | C652              | 安順大廈                      |                         | M9                            | 關閘廣場 （下午時段） | 關閘邊檢大樓      |
| 10   | C652              | 安順大廈                      | M248                    | 關閘東側上落客區 （上午時段） |                       | 關閘邊檢大樓      |
| 11   | C654/1            | 聯生圓形地總站                |                         |                               |                       |                   |

## 客量
- 2014年10月至11月使用電子貨幣類儲值咭搭乘客流平均每日約600人，即每班約24人乘搭，平均載客率為35%。[1]
- 隨著澳門葡京人、上葡京及澳門戶外表演區落成，不少市民希望將本線提升至全日服務，以舒緩客量。

## 爭議
- 2014年10月，本線開辦初期，有石排灣公屋群居民反映本線雖然疏導石排灣傍晚下班高峰時段的巴士客流，但傾斜為大量於聯生工業邨一帶工作的勞工下班服務，被該區居民口中指出本線為“外僱專屬快線”，剝削居民使用公交的權利。工聯離島辦事處及工聯石排灣職工服務站負責人曾到場觀察並收集意見，雖然認為本線開通有助減輕25F路線高峰時段的客量，惟站點設置太遠，未能大範圍覆蓋石排灣，該區居民未能真正受惠。高峰期大批輪候者更站到馬路候車，令原本雙線車道變單線車道。建議當局考慮將新線站點設於石排灣郊野公園旁停車場，使乘客在安全及舒適環境下候車，覆蓋更多居民使用。並建議延長服務時間，減輕25F（現51）路線上午營運壓力。[2]

## 本線分流路線
- 澳門巴士59S路線（已取消）

## 圖片集

### 新時代時期

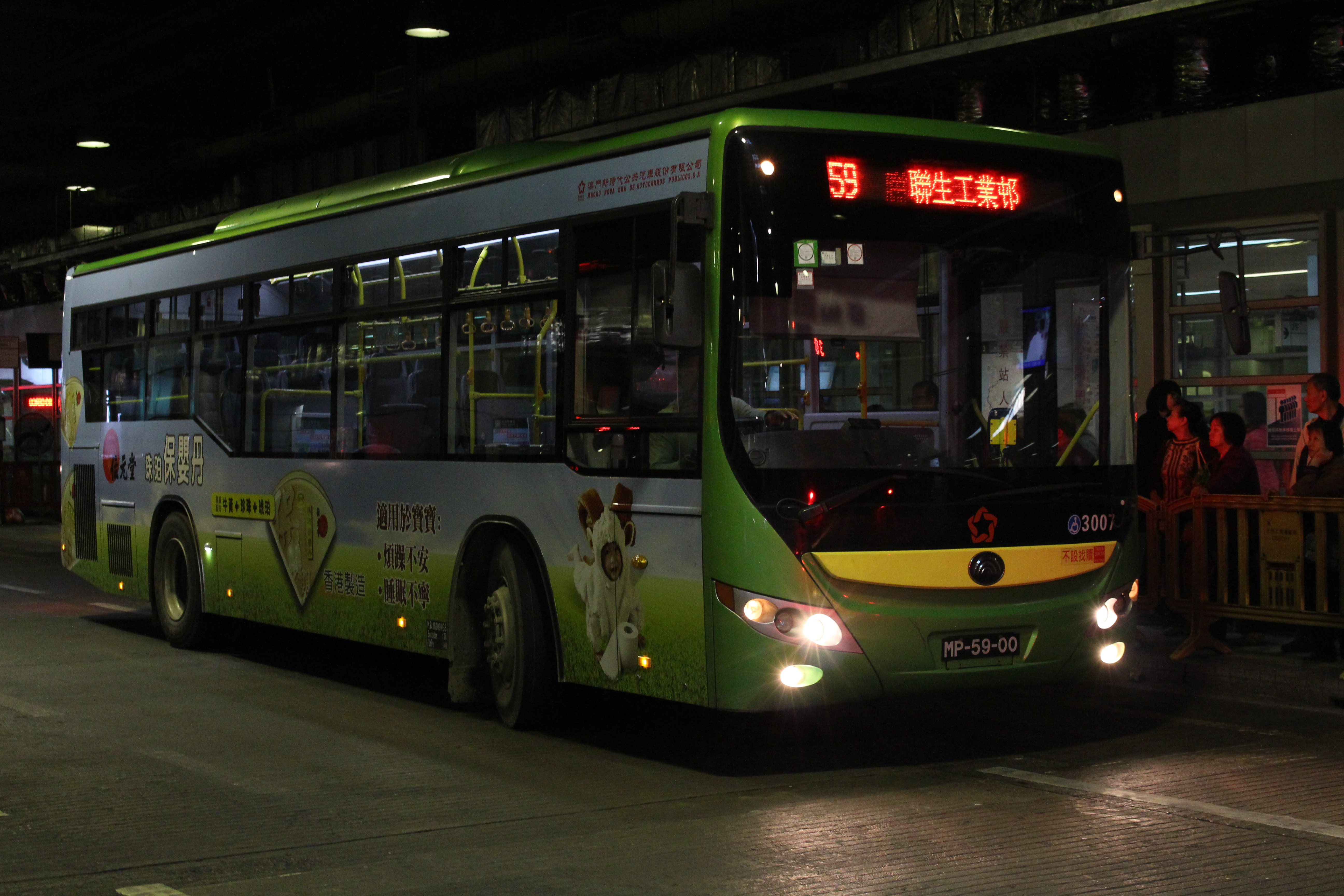
宇通ZK6118HGE

### 澳巴時期

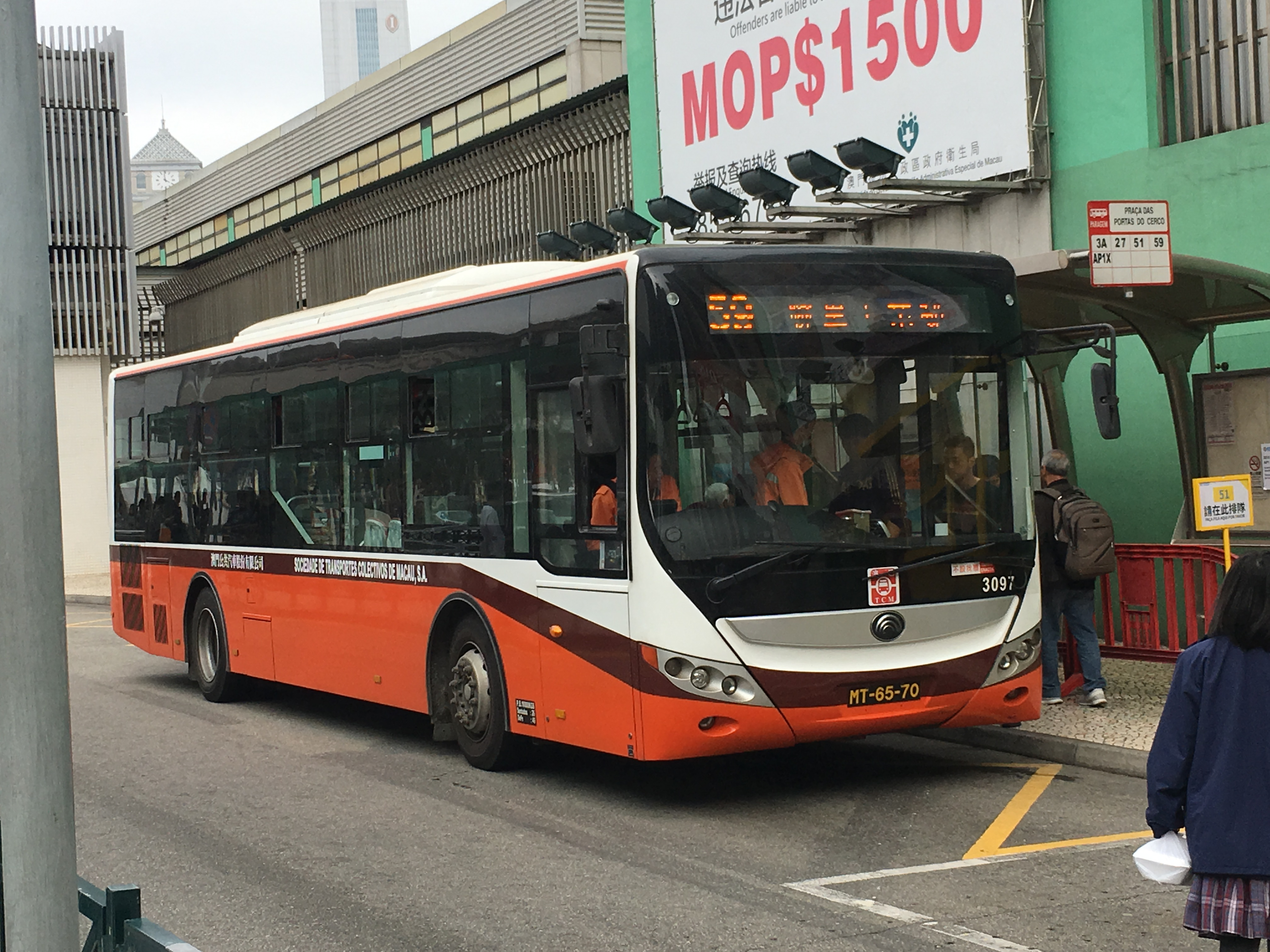
宇通ZK6118HGE
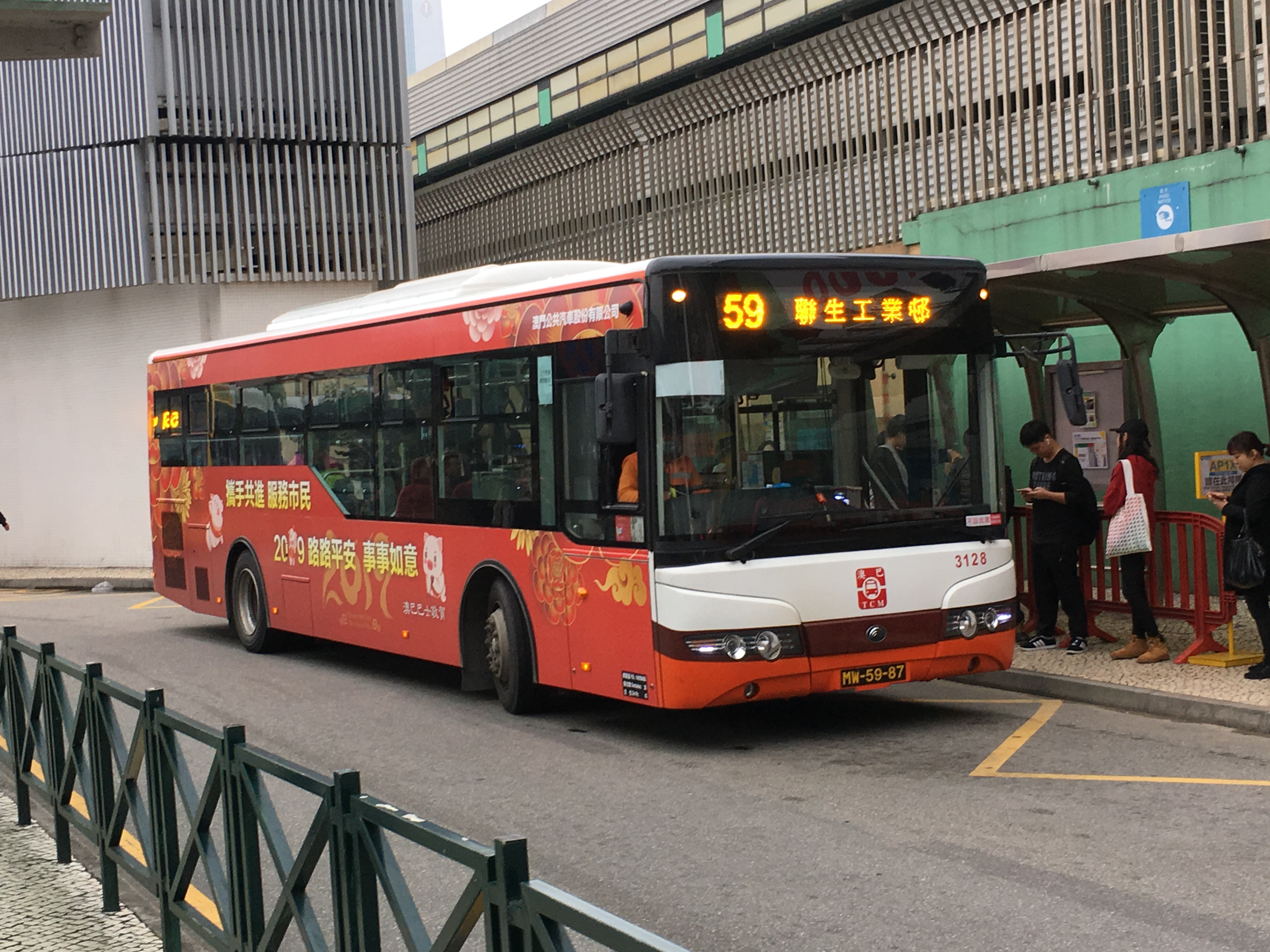
宇通ZK6115HG1
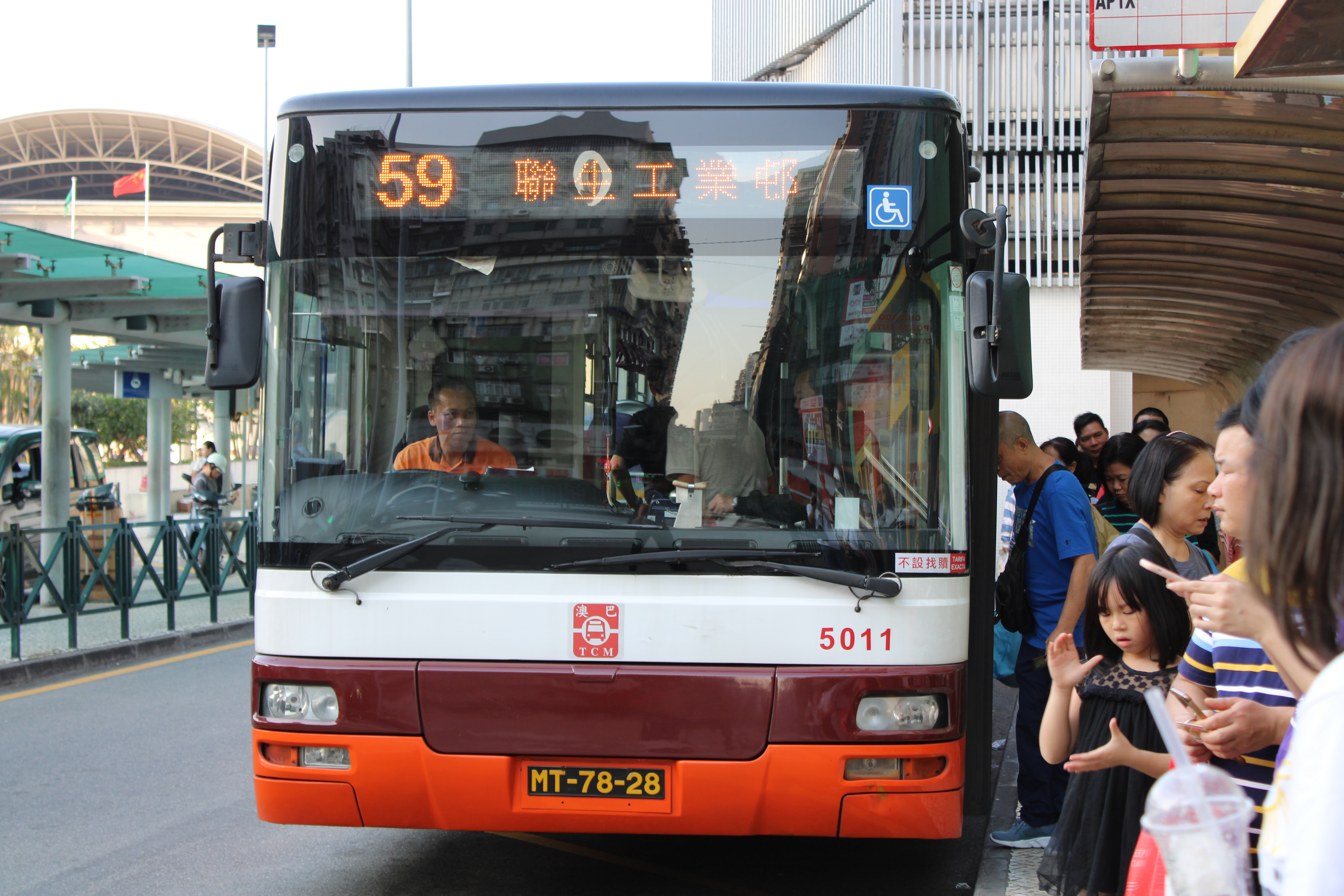
宇通ZK6128HGE
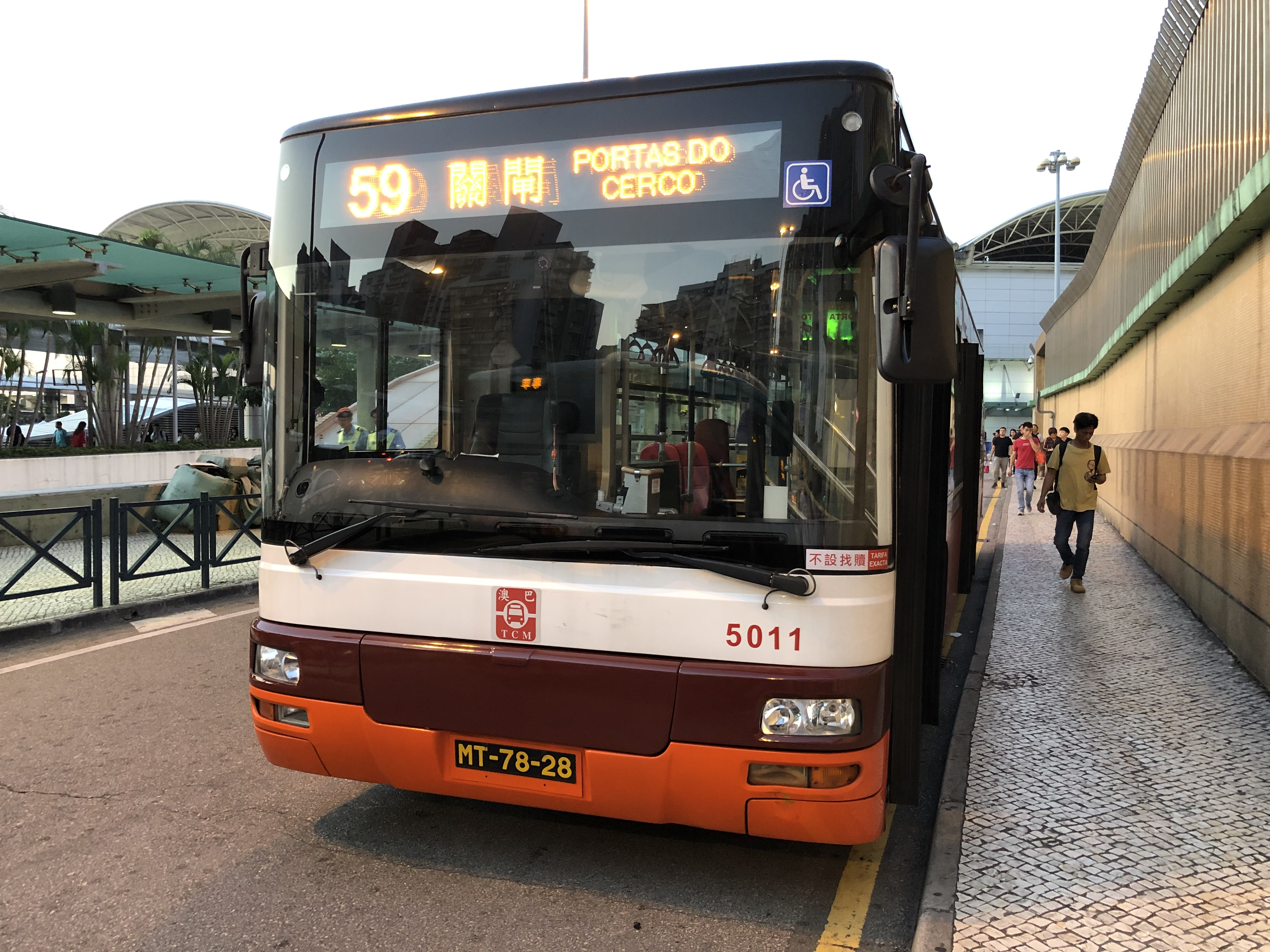
宇通ZK6128HGE
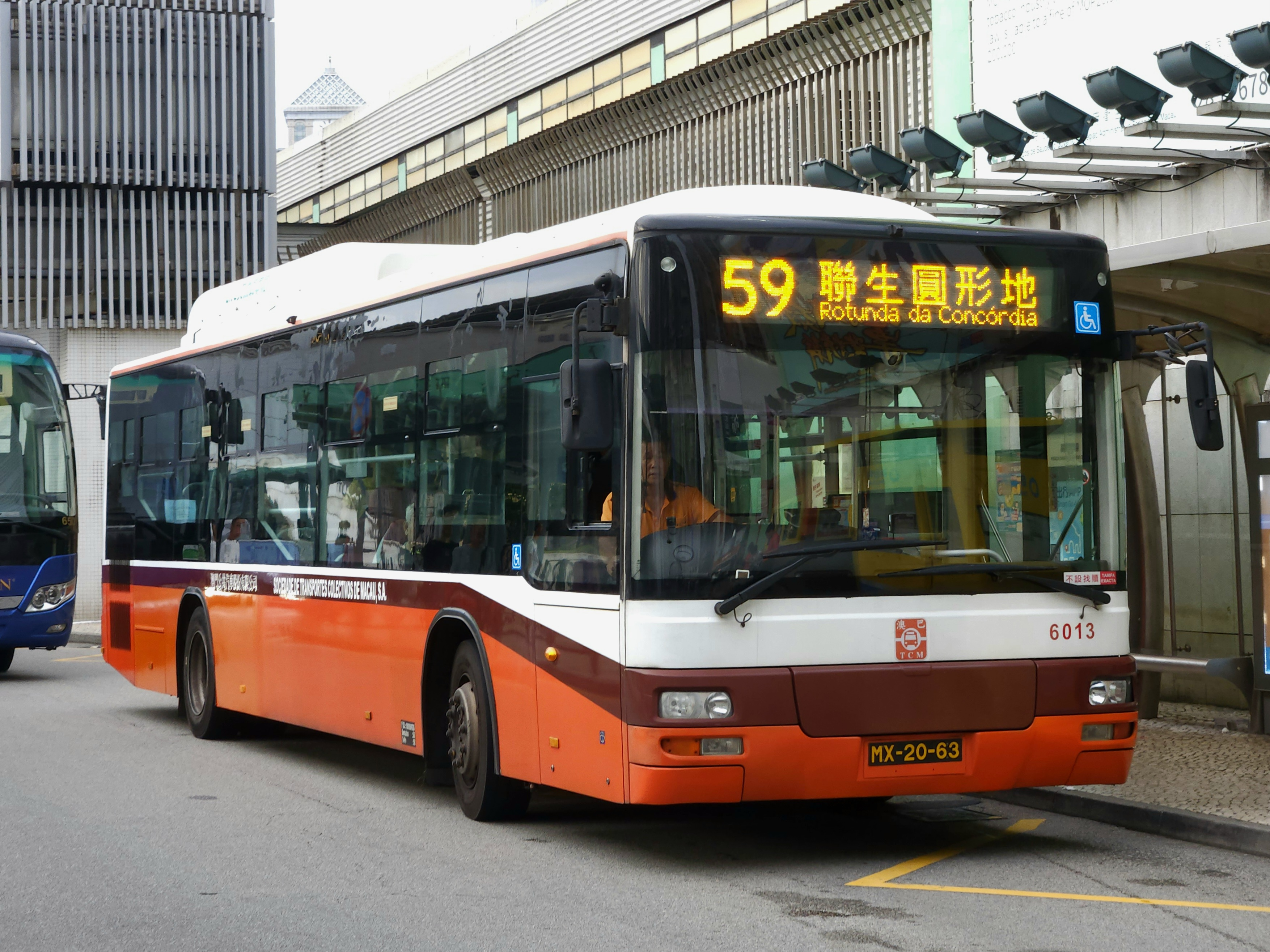
宇通ZK6125HNG
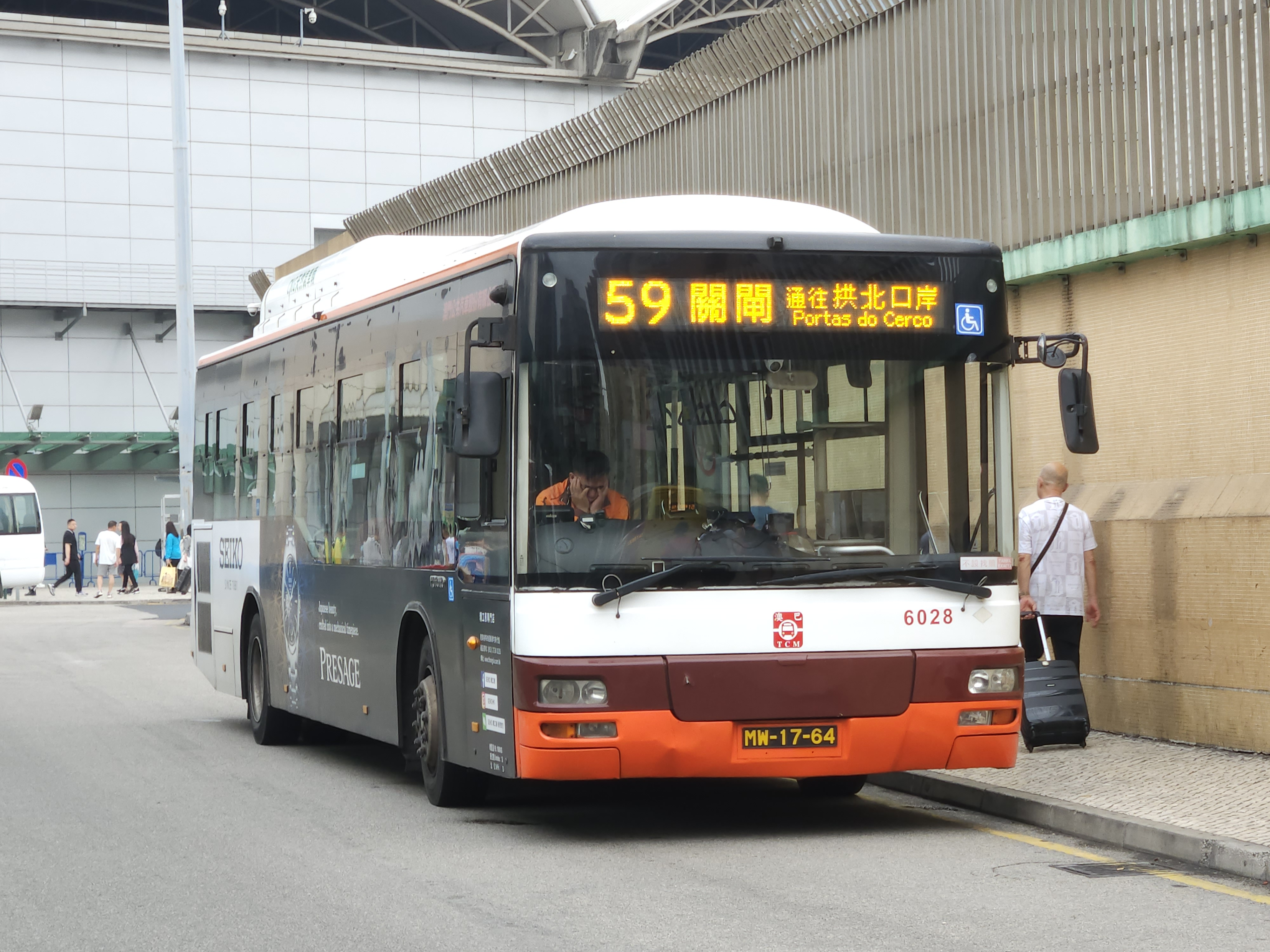
宇通ZK6128HNGE
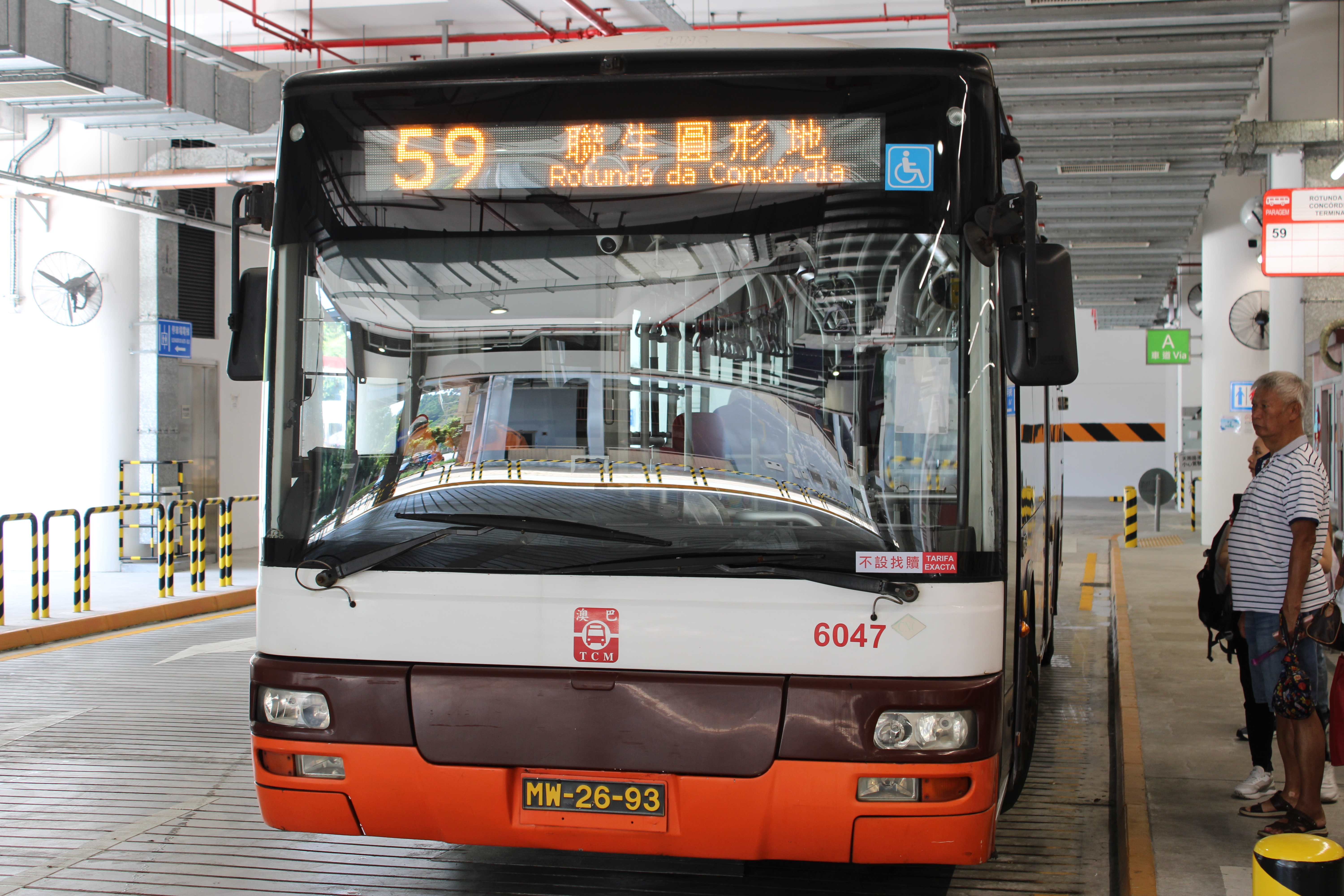
宇通ZK6128HNGE
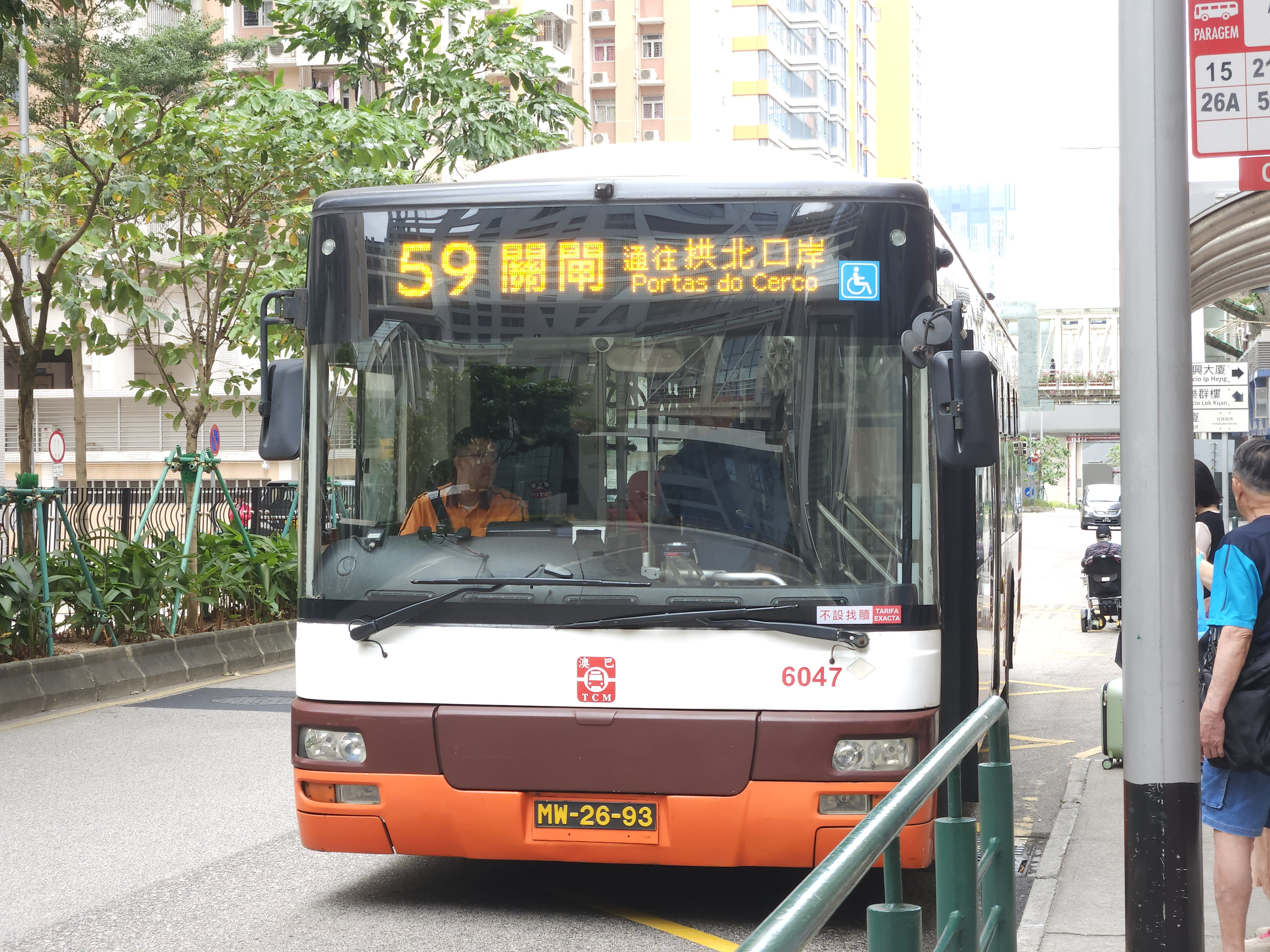
宇通ZK6128HNGE
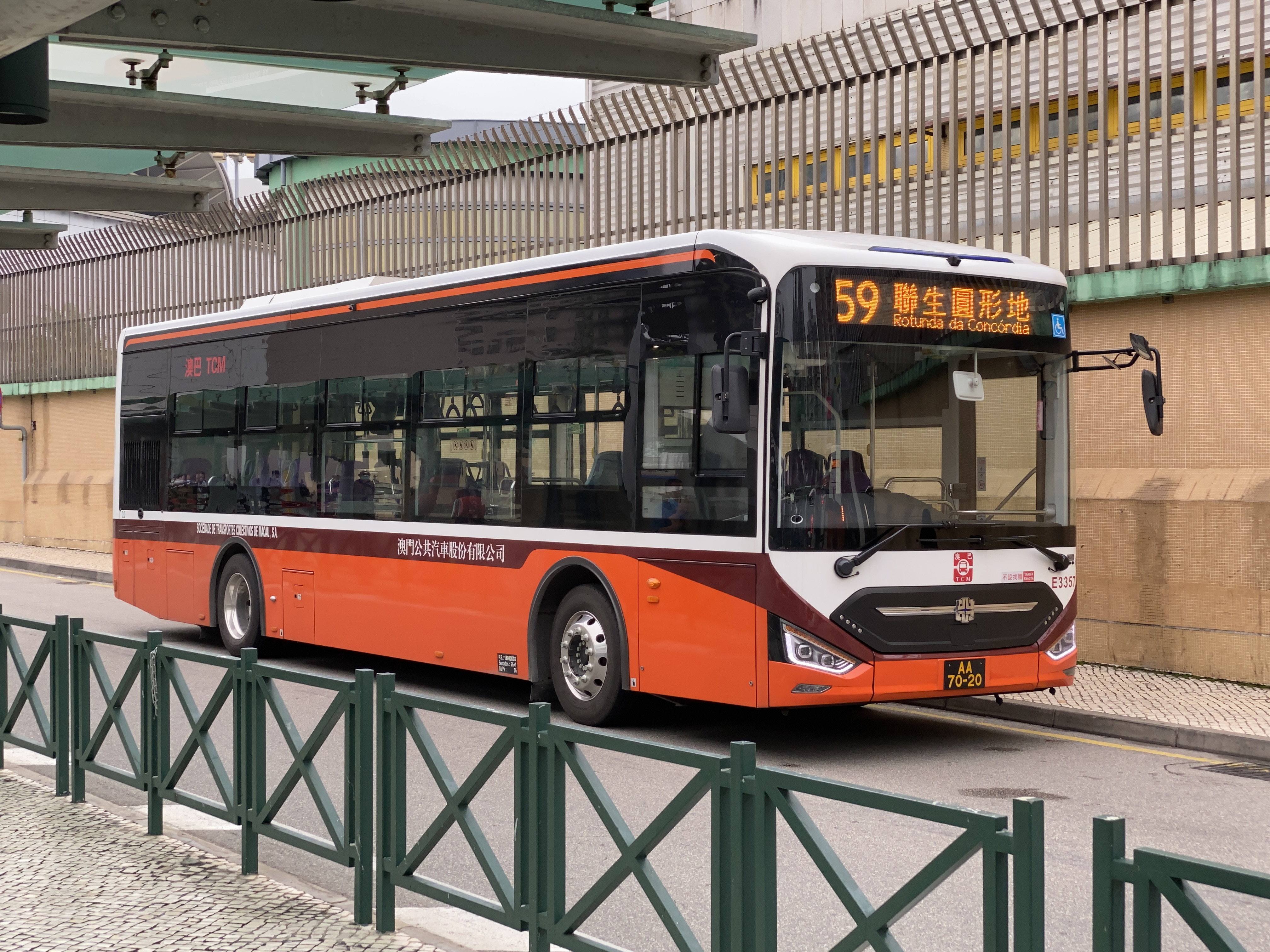
中通LCK6113SHEVG
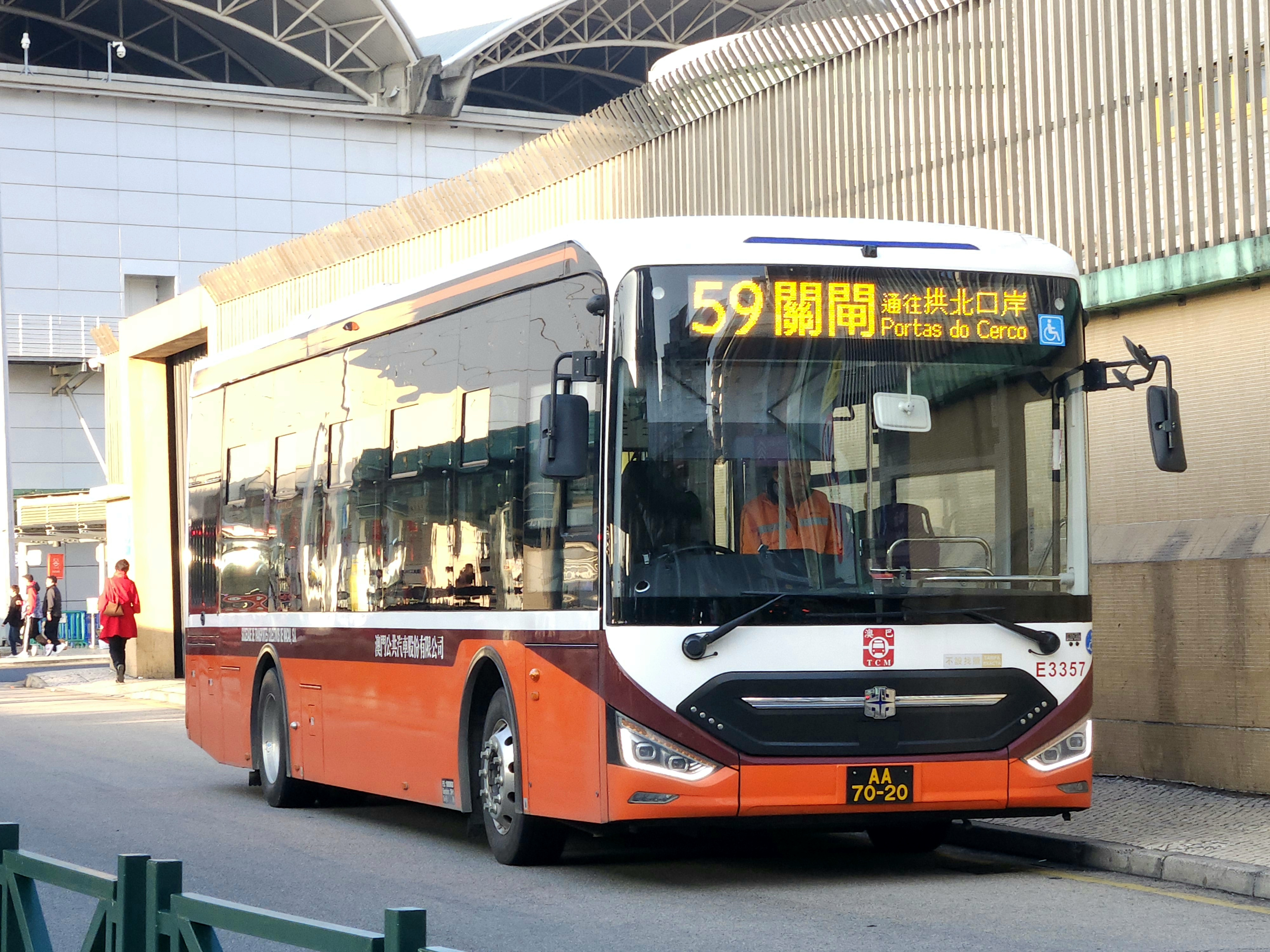
中通LCK6113SHEVG
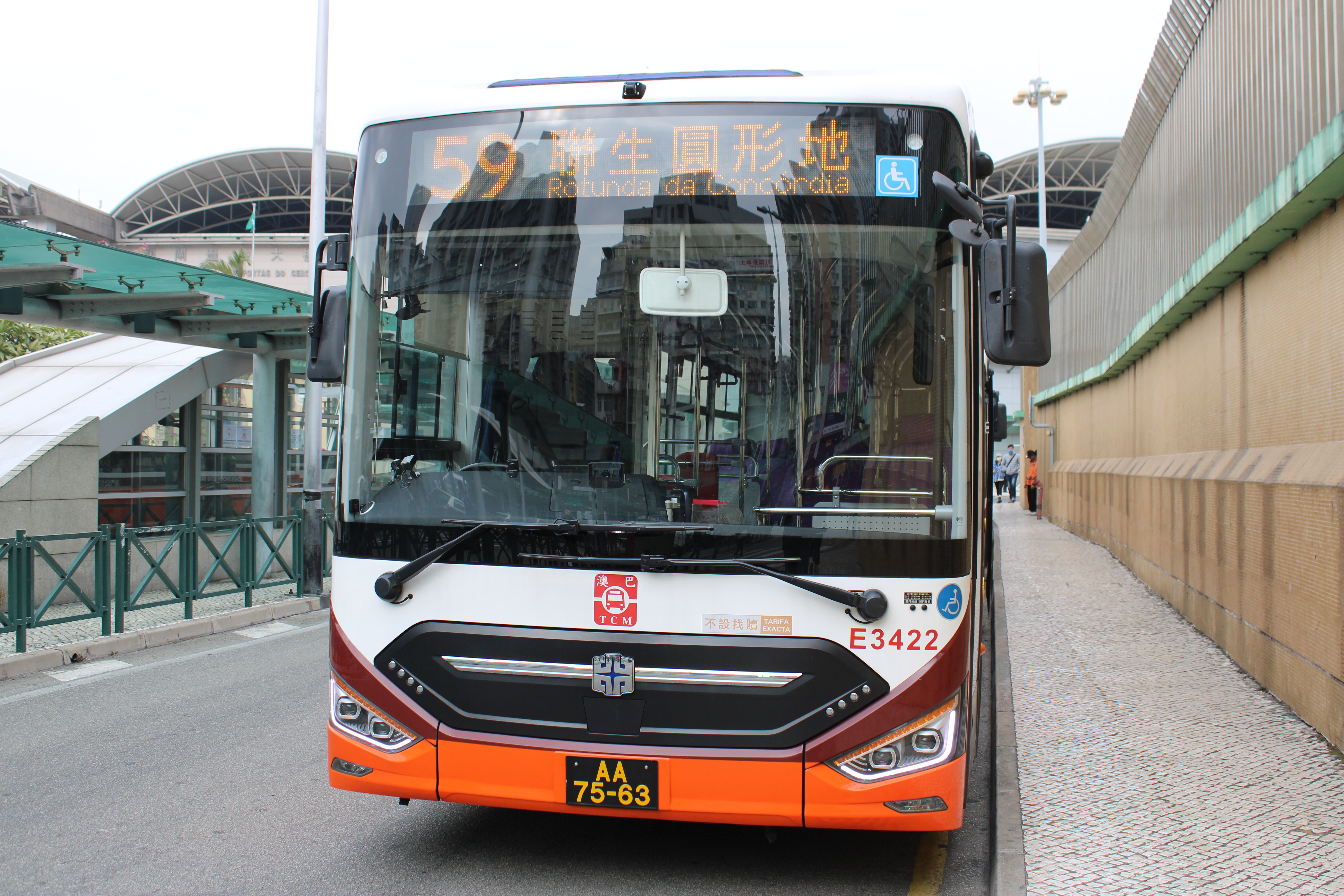
中通LCK6113SHEVG
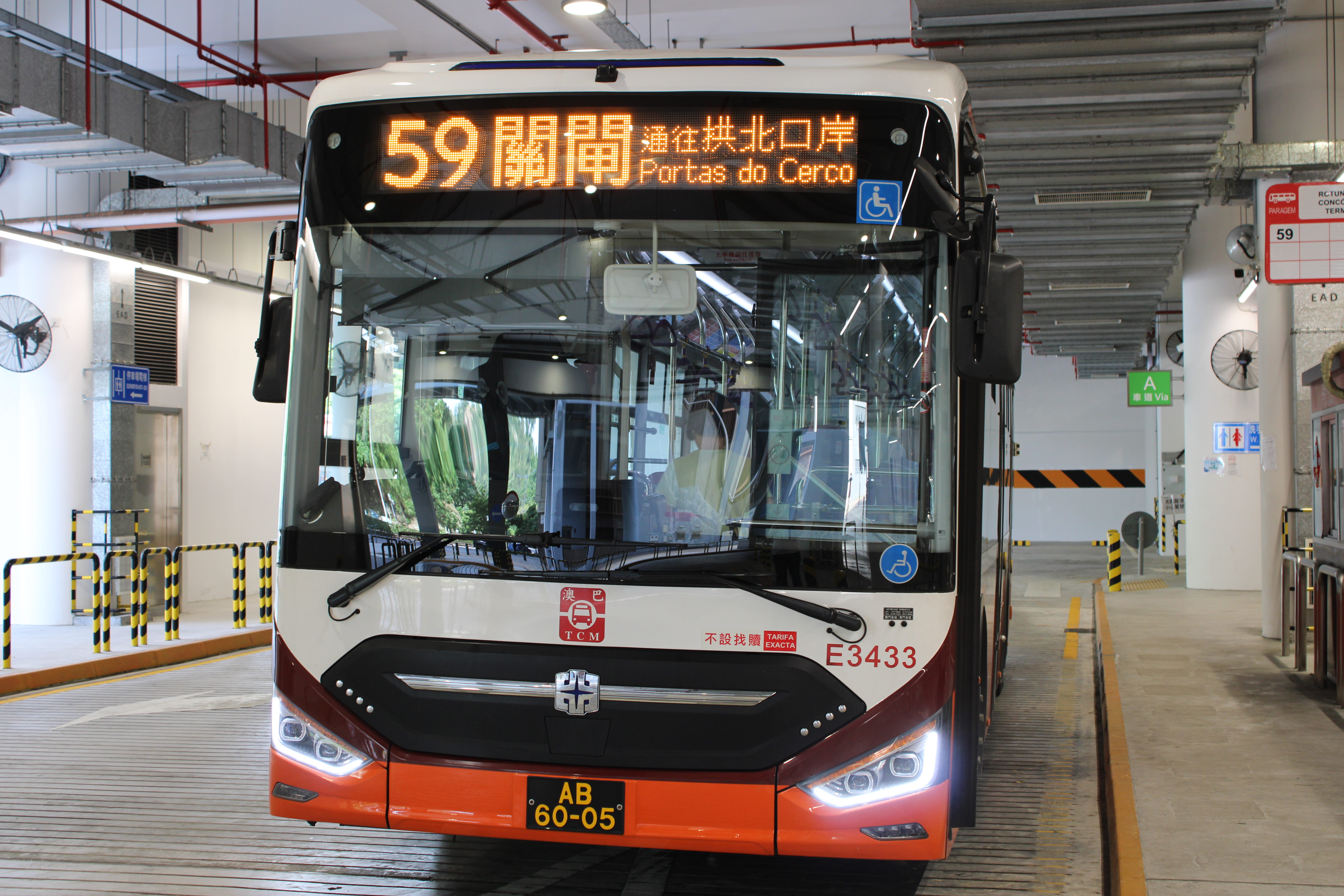
中通LCK6113SHEVG

## 外部連結
- 澳門公共汽車股份有限公司（官方網站） （页面存档备份，存于）

1. ↑  . 交通事務局. 2014年11月24日  [2015年1月31日]. （原始内容存档于2016年3月8日）.
2. ↑  . 澳門日報. 2014-10-31.